# كي إس ناراسيمهاسوامي
كي إس ناراسيمهاسوامي (26 يناير 1915 - 27 ديسمبر 2003) كان شاعرًا هنديًا بلغة الكانادا. شهدت مجموعته الأكثر شعبية من القصائد «Mysooru Mallige» أكثر من اثنين وثلاثين طبع وإعادة في بعض الأحيان إلى الأزواج المتزوجين حديثًا في كارناتاكا. فاز ناراسيمهاسوامي بجائزة بامبا سنة 1995 وجائزة أكاديمية شيتا سنة 1977.